# 나가노조선초중급학교
나가노조선초중급학교(일본어: 長野朝鮮初中級学校)는 일본 나가노현 마쓰모토시에 위치한 학교법인 나가노조선학원이 운영하는 조선학교이다.
일본의 유치원·초중학교에 상당하는 교육을 실시하고 있는 각종학교이다.

## 연혁
- 1969년 - 히가시치쿠마군 오미무라에 학교 설립
- 1971년 - 마쓰모토시 아리가사키로 이전
- 1999년 - 현재 위치인 마쓰모토시 도나이로 이전

## 학과
- 중급부
- 초급부
- 유치반